# Citroën C4
De Citroën C4 is een Europese compacte middenklasse auto van het merk Citroën. Het is de opvolger van de Citroën Xsara. 

## Citroën C4 eerste generatie
De C4 werd in de herfst van 2004 gepresenteerd. Er waren 3- en 5-deursversies verkrijgbaar, waarbij het koetswerk van deze versies met name aan de achterzijde aanzienlijk van elkaar verschilden. De 3-deursversie werd door Citroën 'C4 coupé' genoemd, de 5-deursversie 'C4 Berline'.
De auto had optioneel enige vooruitstrevende technologische snufjes, zoals een waarschuwingssysteem voor het verlaten van een rijstrook ("Lane Departure Warning System"), een panoramisch dak, meedraaiende xenon-koplampen, voor en achter parkeersensoren, stuurwiel met een vaste kern, cd, dvd, dvd-r,mp3-speler met ingebouwd scherm, en een nieuw aangepast ESP-systeem.
De C4 kon met de volgende motoren geleverd worden:
| Motor               | Cilinderinhoud in cc | pk     |
| ------------------- | -------------------- | ------ |
| 1,4 l I4            | 1360                 | 90     |
| 1,6 l I4            | 1587                 | 108    |
| 1,6 l I4 HDi diesel | 1560                 | 92/110 |
| 2,0 l I4 16 kleppen | 1997                 | 138    |
| 2,0 l I4 HDi diesel | 1997                 | 138    |

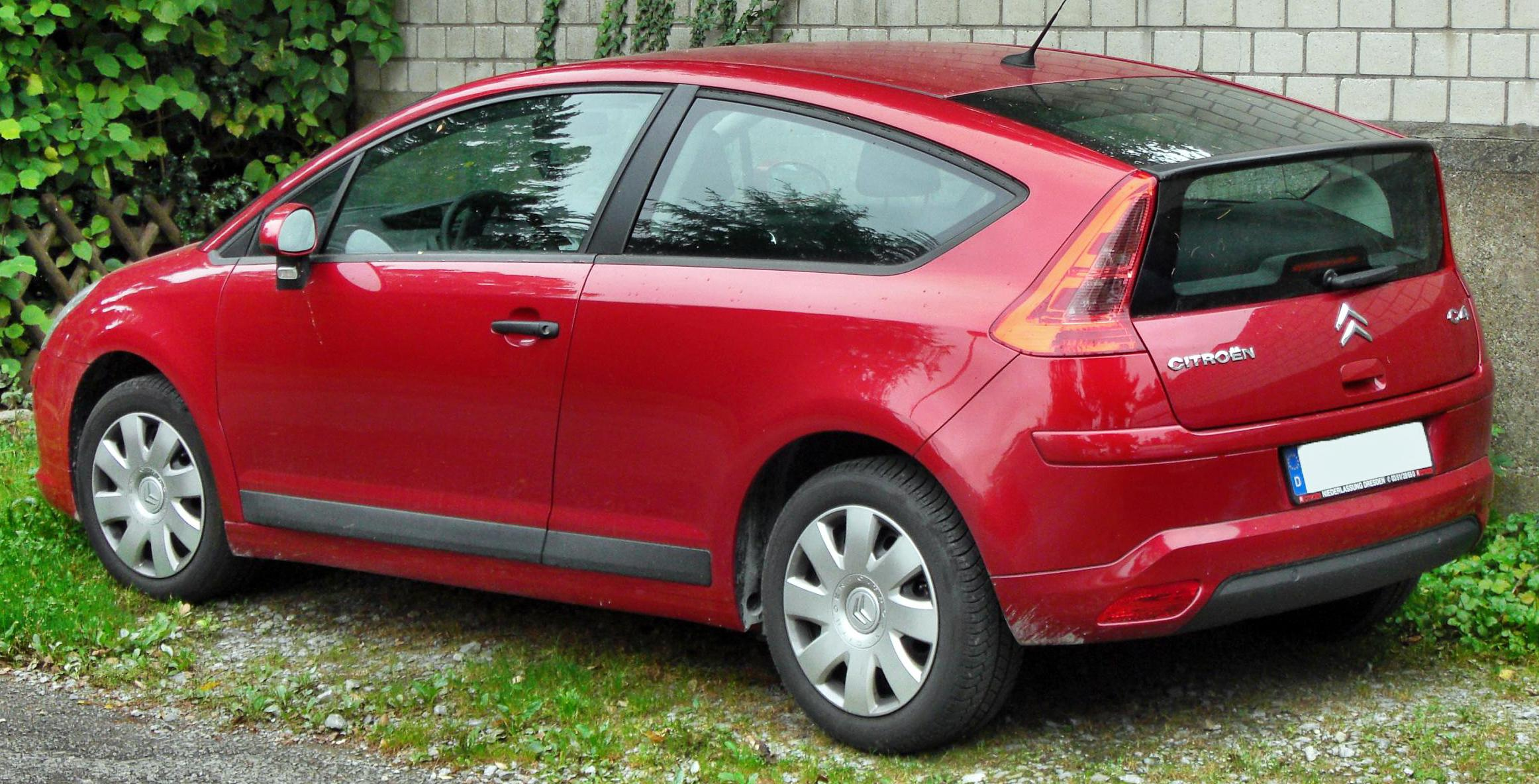
C4 coupé (2004-2009)
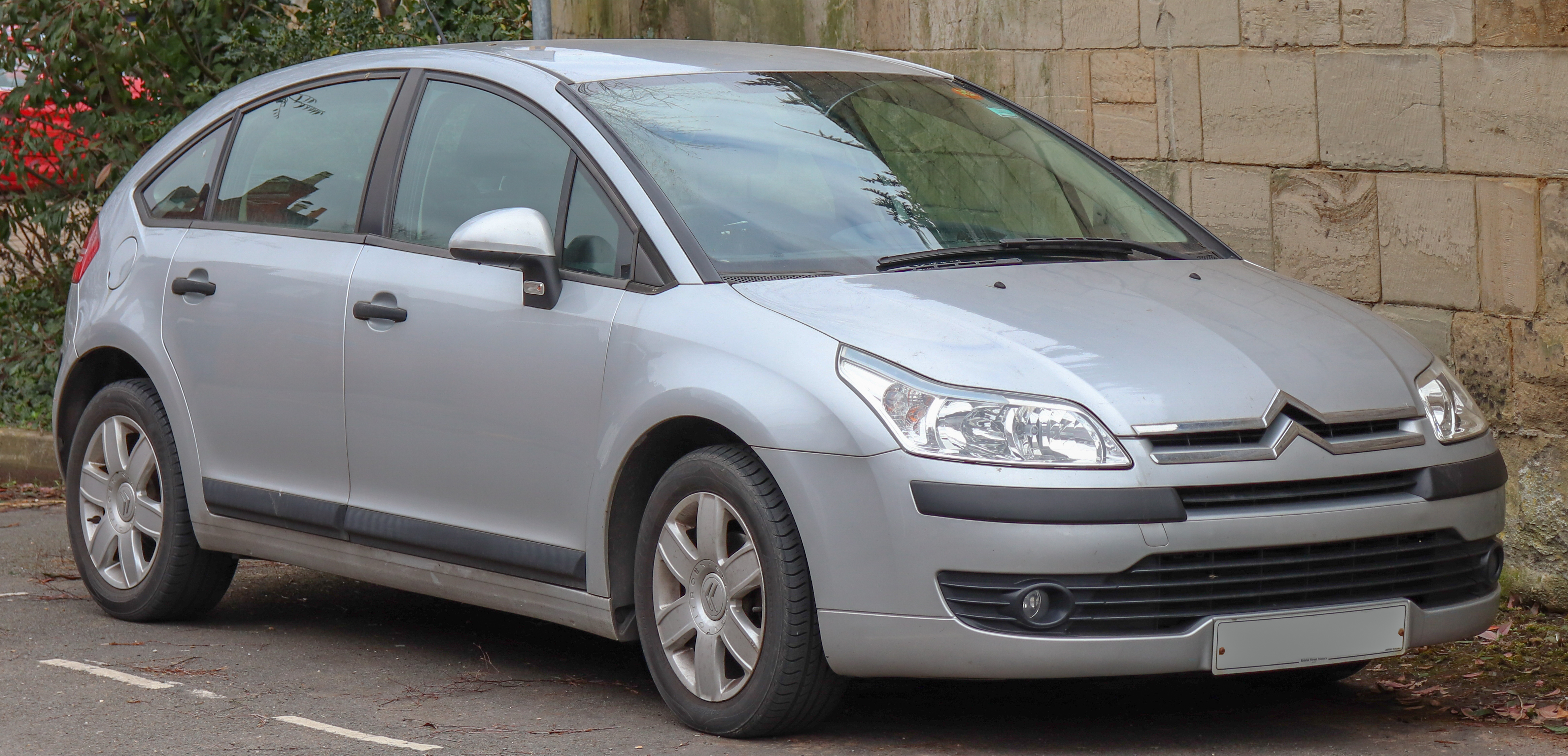
C4 berline (2004-2009)
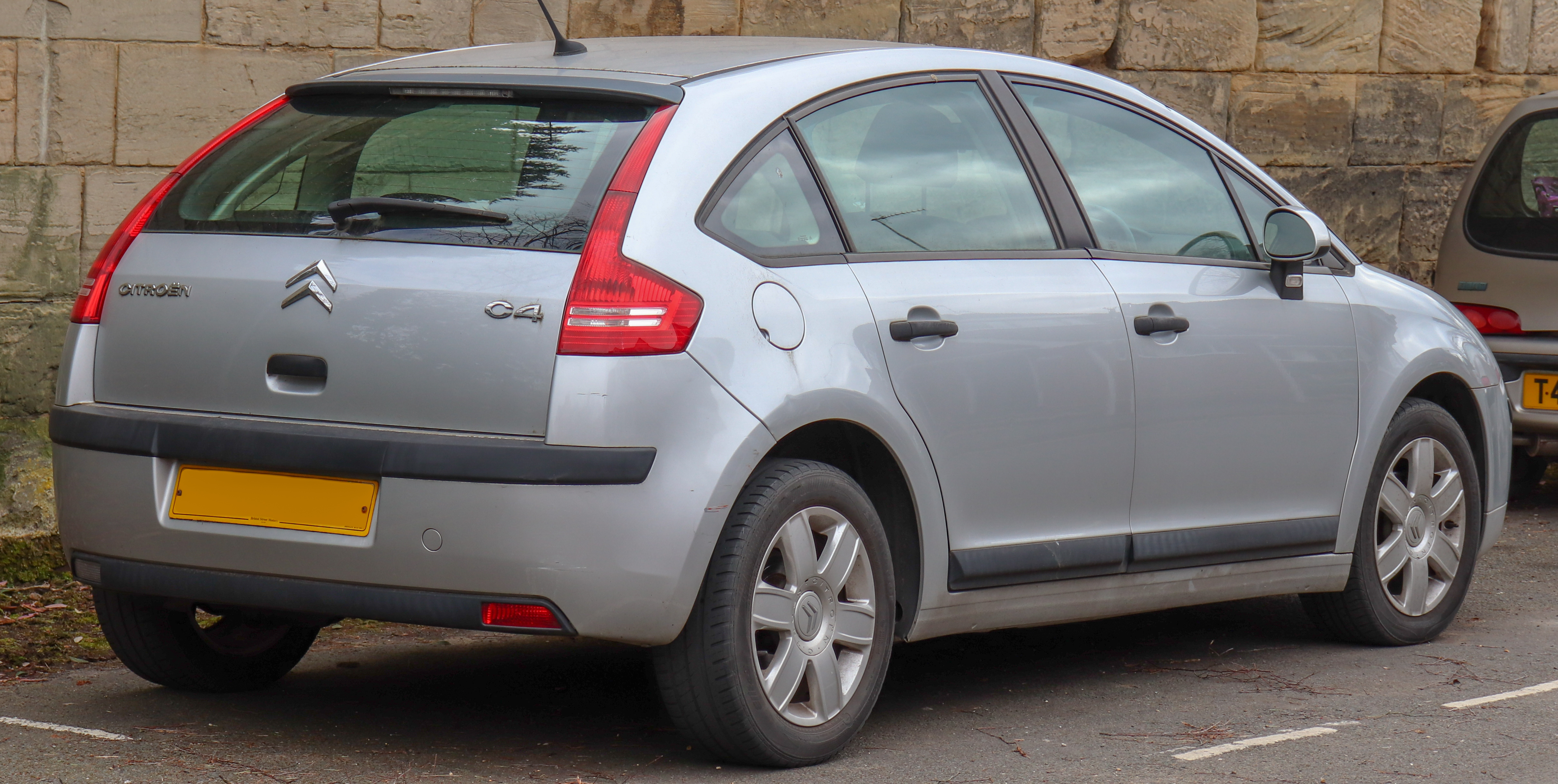
C4 berline (2004-2009)
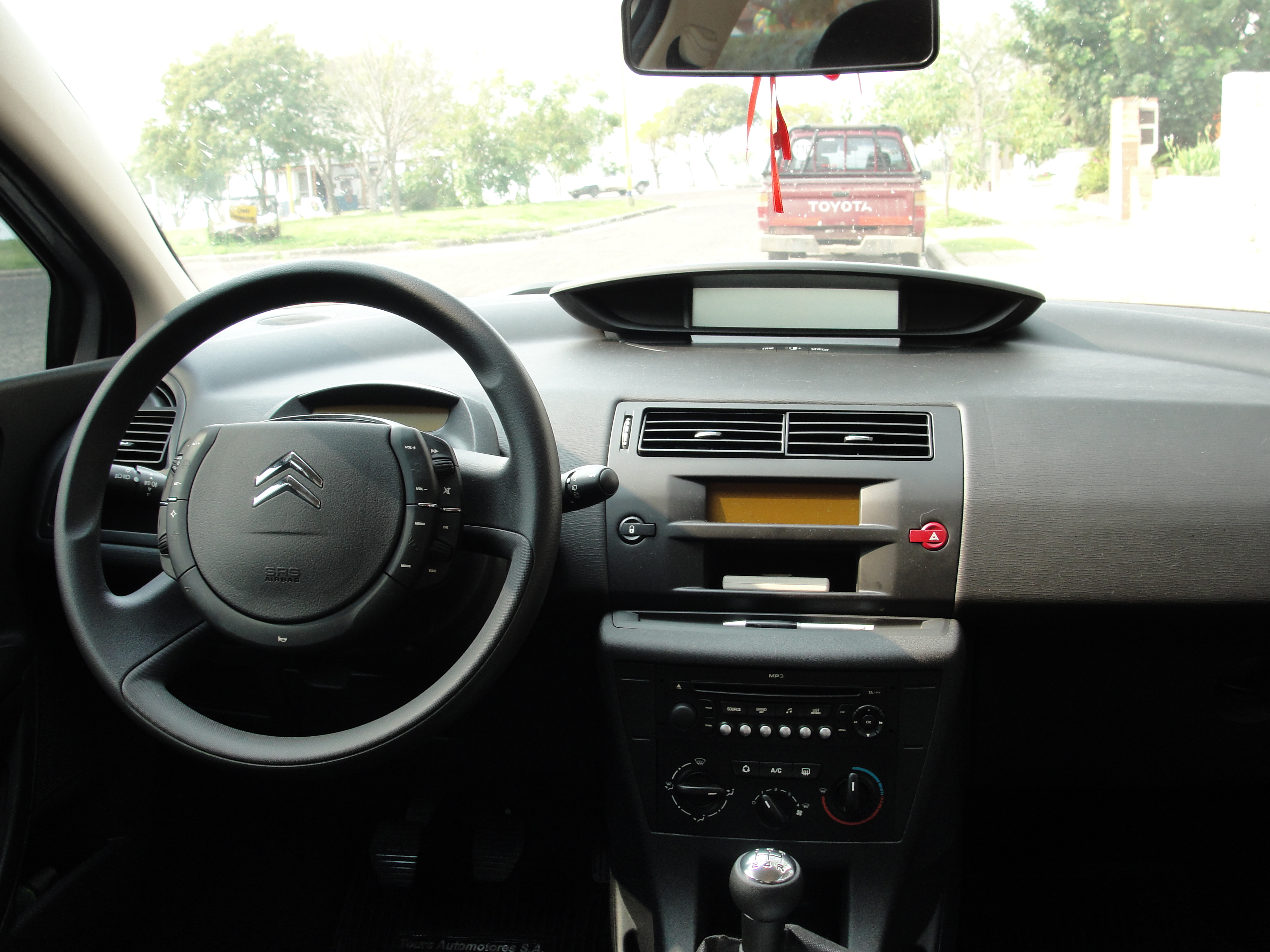
C4 interieur (2004-2009)

### Sedan
Van 2006 tot 2014 was er ook een vierdeurs sedanversie van de C4 beschikbaar.  In China werd deze verkocht onder de naam Citroën C-Triomphe. In Zuid-Amerika en in een aantal Zuid-Europese werd dit model gewoon als Citroën C4 Sedan op de markt gebracht.
In 2009 kwam daar in China nog de Citroën C-Quatre bij, een goedkopere en moderner ogende versie van de C4 sedanversie. De C-Quatre kreeg in 2012 een facelift, die nog tot 2016 geproduceerd werd.

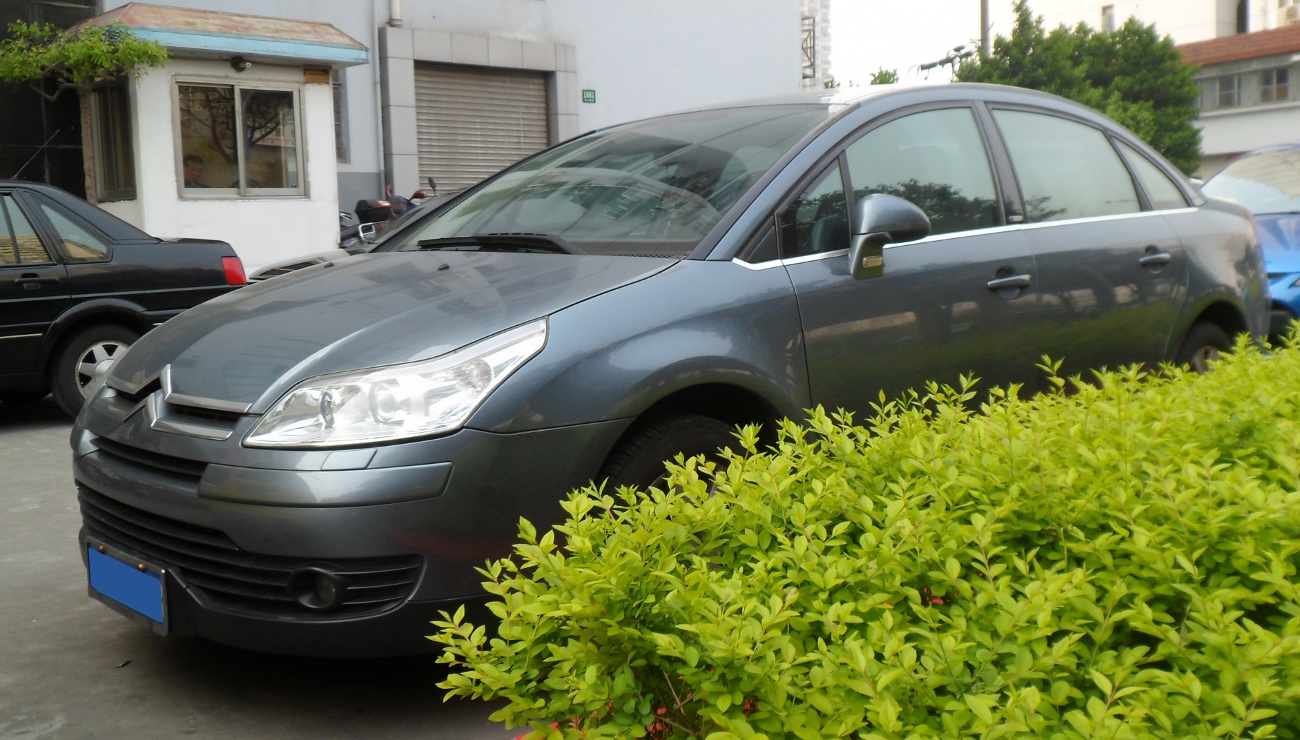
C-Triomphe
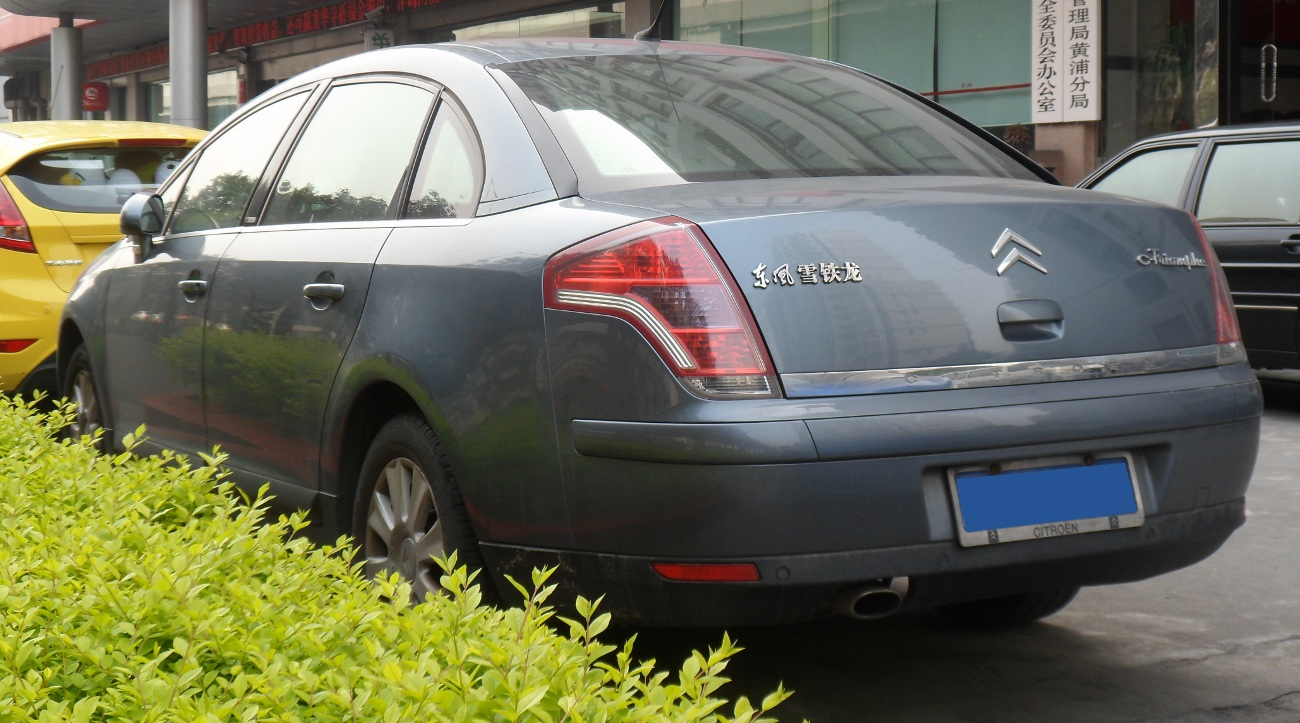
C-Triomphe, achterkant
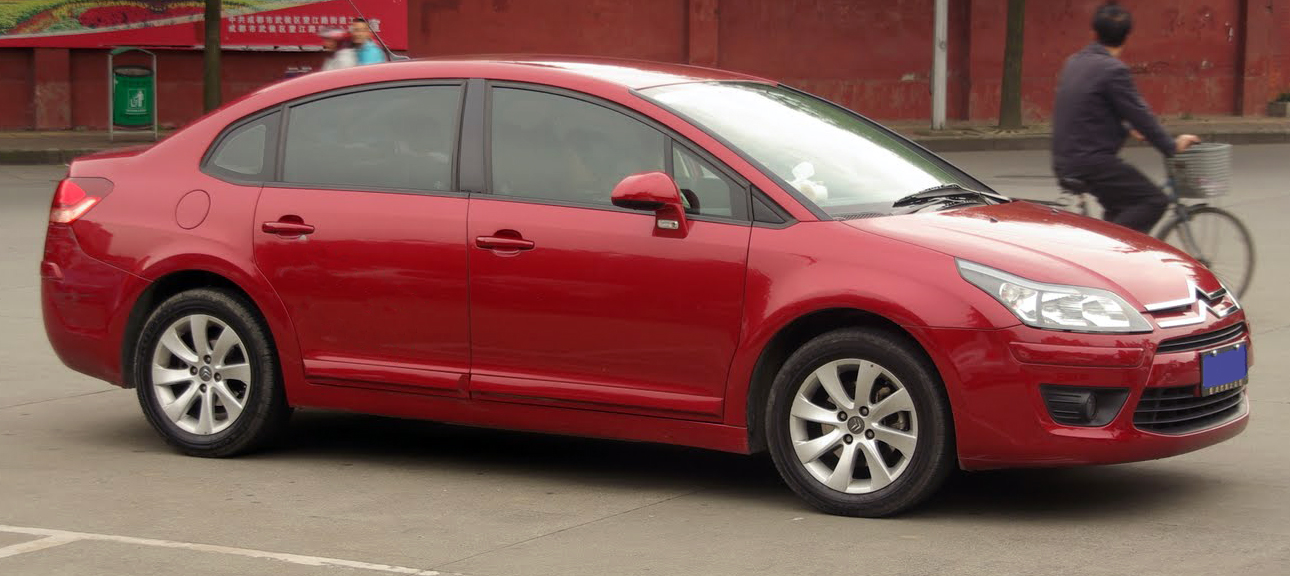
C-Quatre (2009-2012)
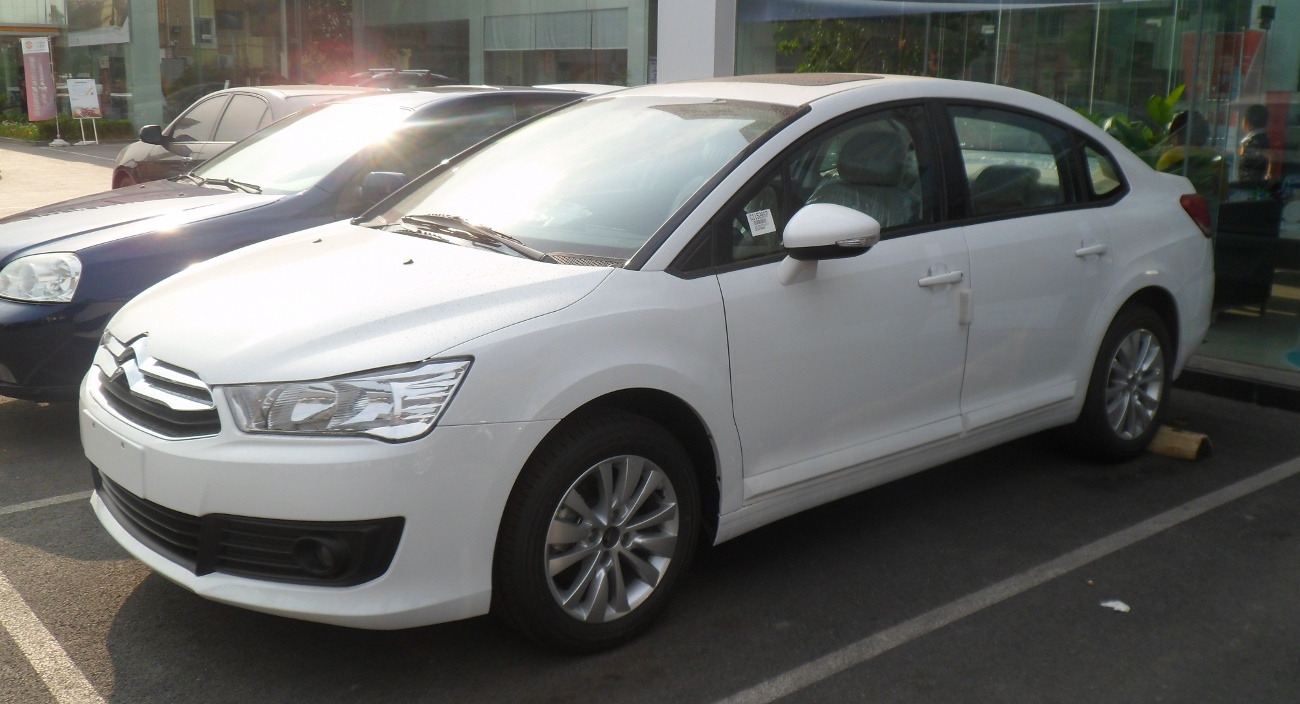
C-Quatre (2012-2016)

### Prijzen
- De C4 won de 2006 World Car Design of the Year.
- ANWB maandblad ‘Kampeer & Caravan Kampioen’ heeft de Citroën C4 1.6 16V uitgeroepen tot Trekauto van het Jaar 2005.

### Rally (WRC)

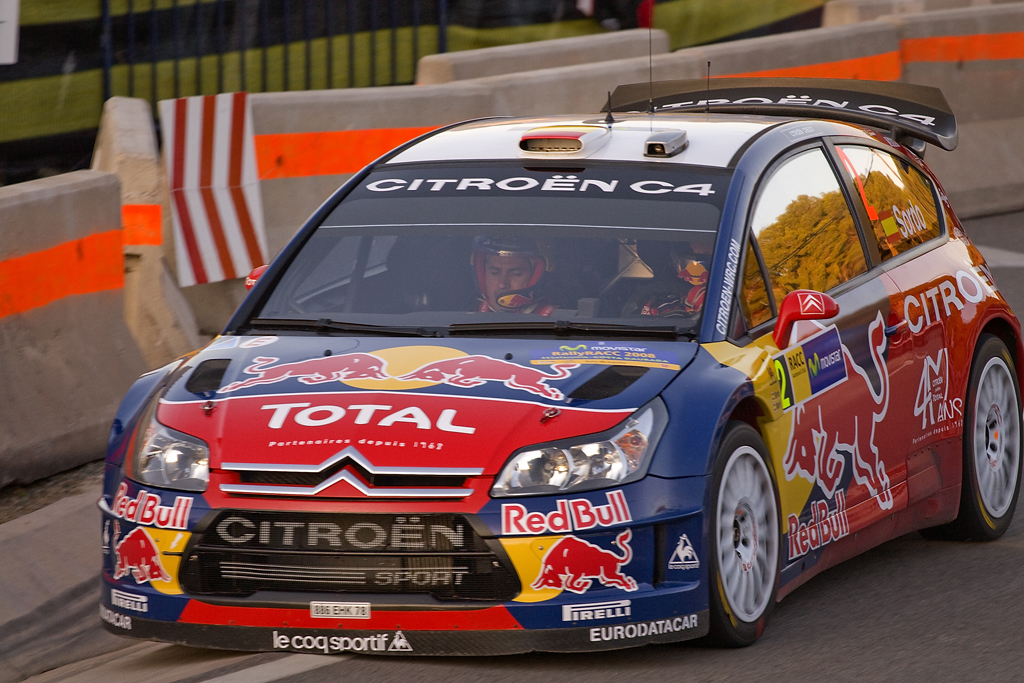
Citroën C4 WRC

Citroën maakte halverwege 2006 bekend dat de C4 de opvolger van de Xsara World Rally Car werd. En het merk zou het model gaan inzetten in het seizoen 2007 in het wereldkampioenschap rally.

## Citroën C4 tweede generatie
Eind 2010 kwam een compleet nieuwe versie van de C4 op de markt die de oude moest gaan vervangen.
De tweede generatie C4 was alleen beschikbaar als de 5-deurs en niet als 3-deurs zoals zijn voorganger.
Met een lengte van 4,33 meter, een hoogte van 1,49 meter en een breedte van 1,79 meter is hij groter dan zijn voorganger.
Bij het stopzetten van de productie in 2018 werd deze C4 opgevolgd door de tweede generatie van de Citroën C4 Cactus. Pas in 2020 werd de derde generatie van de C4 voorgesteld.

### Sedan
De opvolger van de Citroën C-Quatre werd de Citroën C4 Berline. Deze vierdeurs sedan was beschikbaar voor de Chinese markt van 2015 tot 2020 en werd er gepositioneerd tussen de C-Elysée en de C4-L.
In 2012 werd de Citroën C4-L geïntroduceerd, een vierdeurs sedan op basis van de tweede generatie C4. Deze versie wordt uitsluitend verkocht in China, Rusland en Zuid-Amerika. De "L" staat voor "Lounge", het betreft hier een verlengde versie van de C4 hatchback waarbij de wielbasis met 10 cm is toegenomen, voor een totale lengte van 4,62 m. In 2016 kreeg de C4-L een facelift voor de Chinese en Russische markt. De vernieuwde versie was vanaf 2017 ook in Zuid-Amerika beschikbaar.

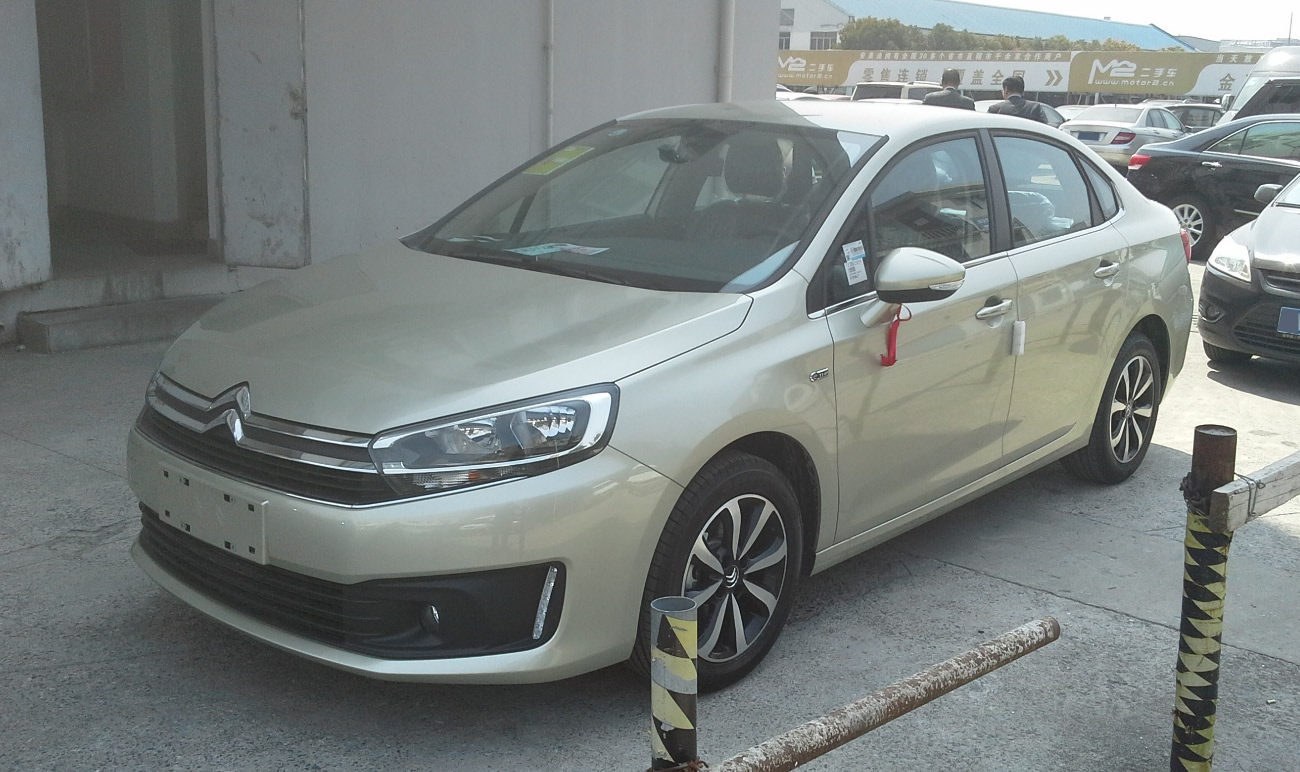
C4 Berline (2015-2020)
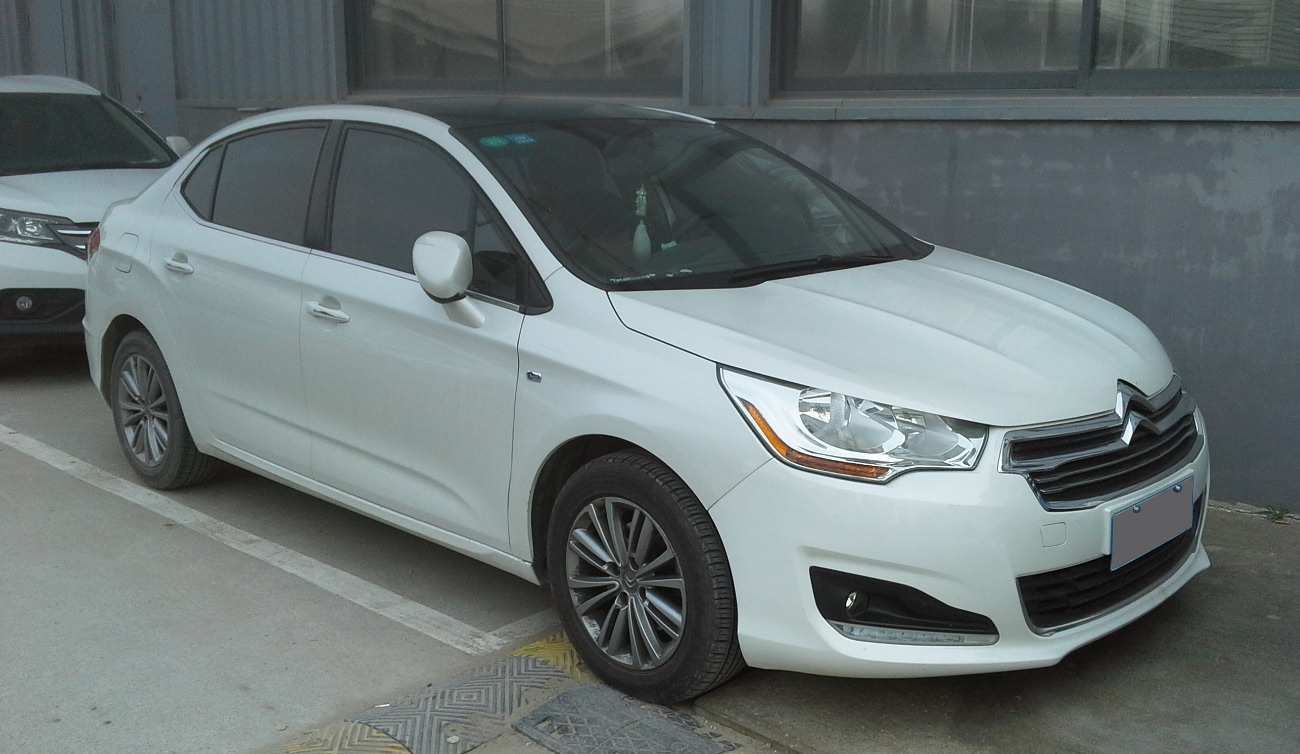
C4L (2012-2016)
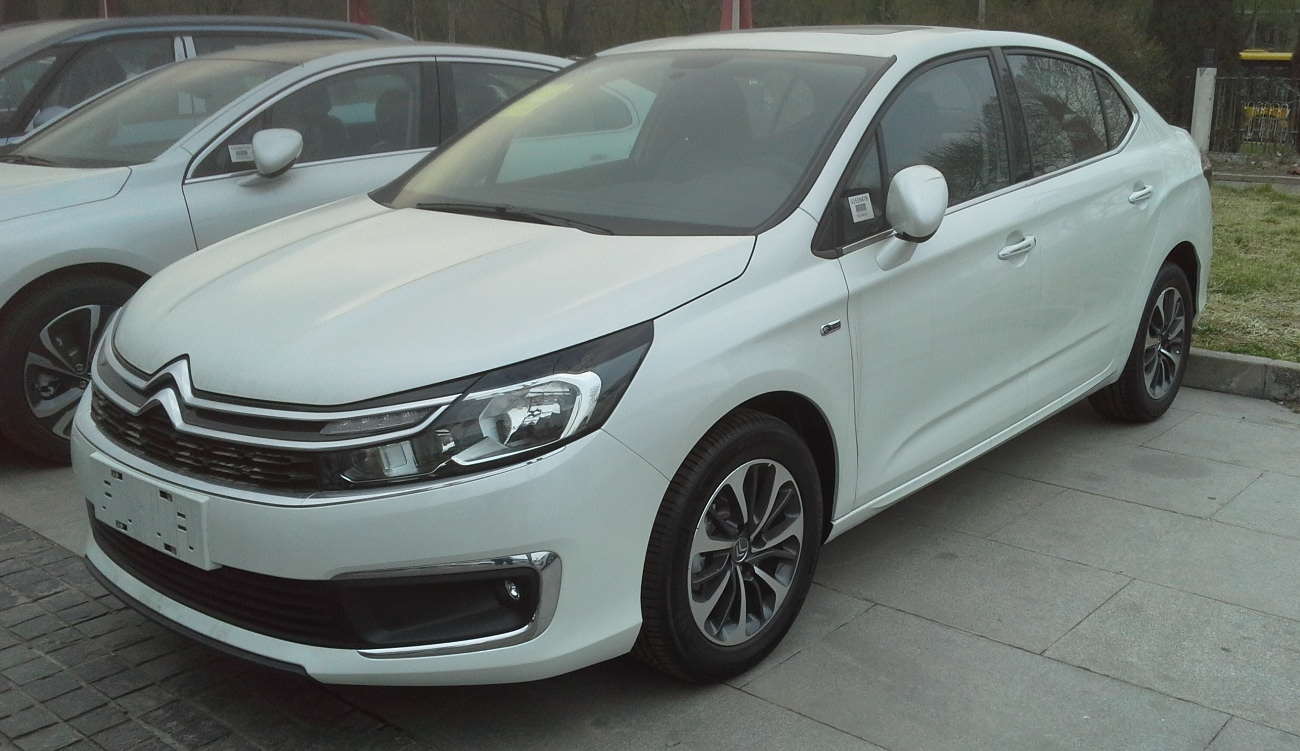
C4L, facelift (2016-heden)

## Citroën C4 derde generatie
De derde generatie van de C4 werd geïntroduceerd in 2020. Deze nieuwe C4 is niet langer een traditionele hatchback zoals zijn voorgangers, maar een crossover die aan een SUV doet denken. Hij moet dan ook zowel de oude C4 als de C4 Cactus vervangen. Het ontwerp –zowel de contouren als details zoals de koplampen– is geïnspireerd op de Citroën GS. Het interieur kreeg een grote update door het gebruik van hoogwaardige materialen en een groter en breder touchscreen. 

### Citroën e-C4
De derde generatie bestaat ook in een volledig elektrische uitvoering, de ë-C4. Deze versie beschikt over een elektromotor van 136pk en 260 Nm. De 400V lithium-ion batterij heeft een capaciteit van 50 kWh, goed voor een WLTP-actieradius van 350 km.

### Sedan
Sinds 2022 is er ook een vierdeurs sedanversie van van de (ë-)C4 beschikbaar. Deze wordt verkocht onder de naam (ë-)C4 X.